# Чимина
Чимина (итал. Ciminà) —  Коммуна в Италии, располагается в регионе Калабрия, подчиняется административному центру Реджо-Калабрия (провинция).
Население составляет 684 человека (на  г.), плотность населения составляет 14 чел./км². Занимает площадь 48 км². Почтовый индекс — 89040. Телефонный код — 0964.
Покровителем коммуны почитается святитель Николай Мирликийский, празднование 6 декабря и в первое воскресение мая.